# Pipí d'Héristal
Pipí d'Héristal o Herstal (Herstal, c. 635/45 – Jupille, (actualment a Bèlgica), 16 de desembre de 714), de vegades conegut com a Pipí II o Pipí el Jove, fou un majordom de palau d'Austràsia, des de 680 fins a la seva mort, i de Nèustria i Borgonya des de 687 fins a 695. Va ser també el primer majordom de palau que va “regnar” amb el títol de Duc o Príncep dels Francs anul·lant completament els Reis Merovingis coneguts com a reis mandrosos.

## Orígens
Era fill d'Ansegisel i Begga, i per tant, net d'Arnulf de Metz per son pare i del seu homònim, Pipí de Landen, per sa mare. Aquest matrimoni entre membres dels clans dels pipínids i els arnulfians donà lloc a la dinastia carolíngia. Pipí probablement va nàixer a Herstal, a l'actual Bèlgica, com sembla indicar la segona part del seu nom.
|  |                    |  |  |  |  |  |  |  |  |  |  |  |  |  |  |  |
|  | 4. Arnulf de Metz  |  |  |  |  |  |  |  |  |  |  |  |  |  |  |  |
|  |                    |  |  |  |  |  |  |  |  |  |  |  |  |  |  |  |
|  |                    |  |  |  |  |  |  |  |  |  |  |  |  |  |  |  |
|  | 2. Ansegisel       |  |  |  |  |  |  |  |  |  |  |  |  |  |  |  |
|  |                    |  |  |  |  |  |  |  |  |  |  |  |  |  |  |  |
|  |                    |  |  |  |  |  |  |  |  |  |  |  |  |  |  |  |
|  | 5. Doda de Metz    |  |  |  |  |  |  |  |  |  |  |  |  |  |  |  |
|  |                    |  |  |  |  |  |  |  |  |  |  |  |  |  |  |  |
|  |                    |  |  |  |  |  |  |  |  |  |  |  |  |  |  |  |
|  | 1. Pipí d'Héristal |  |  |  |  |  |  |  |  |  |  |  |  |  |  |  |
|  |                    |  |  |  |  |  |  |  |  |  |  |  |  |  |  |  |
|  |                    |  |  |  |  |  |  |  |  |  |  |  |  |  |  |  |
|  | 6. Pipí de Landen  |  |  |  |  |  |  |  |  |  |  |  |  |  |  |  |
|  |                    |  |  |  |  |  |  |  |  |  |  |  |  |  |  |  |
|  |                    |  |  |  |  |  |  |  |  |  |  |  |  |  |  |  |
|  | 3. Begga           |  |  |  |  |  |  |  |  |  |  |  |  |  |  |  |
|  |                    |  |  |  |  |  |  |  |  |  |  |  |  |  |  |  |
|  |                    |  |  |  |  |  |  |  |  |  |  |  |  |  |  |  |
|  | 7. Itta            |  |  |  |  |  |  |  |  |  |  |  |  |  |  |  |
|  |                    |  |  |  |  |  |  |  |  |  |  |  |  |  |  |  |
|  |                    |  |  |  |  |  |  |  |  |  |  |  |  |  |  |  |

## Biografia
Pipí, com majordom d'Austràsia, amb Martí, Duc de Laon, lluitaren contra Ebroí, Majordom de palau de Nèustria, que aspirava a tot el regne. Ebroí va derrotar els Austrasians prop de Laon i anava en camí d'ajuntar tots els francs sota el seu govern, però va ser assassinat en 681, per Ermenfroi, un noble franc que es va refugiar en la Cort d'Austràsia. Pipí va fer immediatament les paus amb el seu successor, Warattó. No obstant això, Bercari, el successor de Waratton, i Teodoric III de Nèustria, que des de 679 era rei nominal de tots els Francs, van atacar Austràsia. Els neustris foren derrotats en la Batalla de Tertry, al Vermandois en 687. Bercari i Teodoric van fugir cap a París, on Pipí els va seguir, forçant-los a firmar un tractat de pau que obligava Bercari a deixar el seu càrrec. Pipí va ser nomenat majordom dels tres regnes francs (Austràsia, Neústria i Borgonya) i es començà a anomenar a si mateix, Duc i Príncep dels Francs (dux et princeps Francorum).
En els següents anys, Pipí va col·locar els alamans, frisons i franconians sota la influència franca. També va començar l'evangelització d'Alemanya. Cap a 695 va situar son fill Drogó al capdavant dels Burgundis i al seu altre fill, Grimoald, en Nèustria.
Pipí s'havia casat amb Plectruda, que havia heretat grans propietats en la regió del Mosel·la. Els fills haguts amb Plectruda havien mort abans que son pare. No obstant això, Pipí també va tindre una amant de nom Alpaida amb la que tingué dos fills: Carles i Khildebrand. En el moment de la mort, Plectruda va convèncer Pipí que desheretés els seus bastards en favor del seu net, Teodebald, fill de Grimoald, que era jove (i susceptible de ser controlat per Plectruda). Pipí va morir a una edat avançada, el 16 de desembre de 714, a Jupille (en l'actual Bèlgica). El seu net legítim, va al·legar ser l'únic hereu de Pipí i amb l'ajuda de Plectruda va intentar mantindre la seva posició com Majordom de palau. Però Carles s'havia guanyat el favor dels austrasians, gràcies a les seves capacitats com a militar que els havia reportat bons botins durant les seves conquestes. Després d'una guerra civil de més de tres anys, Carles Martell va quedar com únic Majordom.

### Núpcies i descendents
Pipí es va casar amb Plectruda, entre l'any 670 i 675. Tingué dos fills:
- Drogó de Xampanya (mort en 708).
- Grimoald II. Majordom de palau de Nèustria. (mort en 714)

De la seva amant Alpaida tingué:
- Carles Martell (v.690-741). Majordom de palau d'Austràsia.
- Khildebrand I (mort v. 751). Duc dels Francs i Comte de Borgonya.